# Měcholupy (Plzeň)
Měcholupy é uma comuna checa localizada na região de Plzeň, distrito de Plzeň-jih.